# ドナルド・ペトリ
ドナルド・マーク・ペトリ（Donald Mark Petrie, 1954年4月2日 - ）は、アメリカ合衆国の俳優、映画監督である。

## 来歴
ニューヨークで生まれる。母はプロデューサーのドロテア・G・ペトリ、父は映画監督のダニエル・ペトリである。
テレビシリーズのゲスト出演などを務めたのち、1985年よりテレビシリーズの『ザ・シークレット・ハンター』などで監督キャリアをスタートさせる。1988年に『ミスティック・ピザ』で映画監督デビューする。その後も『ラブリー・オールドメン』（1993年）、『ブラッド・ピットのヒミツのお願い』（1994年）、『リッチー・リッチ』（1994年）、『チャンス!』（1996年）、『デンジャラス・ビューティー』（2000年）、『10日間で男を上手にフル方法』（2003年）、『ムースポート』（2004年）、『ラッキー・ガール』（2006年）、『マイ・ビッグ・ファット・ドリーム』（2009年）などのコメディ映画を手掛けている。

## フィルモグラフィ

### 映画
- 愛と喝采の日々 The Turning Point (1977) 出演
- ザ・ハース/生贄の町 The Hearse (1980) 出演
- ミスティック・ピザ Mystic Pizza (1988) 監督
- 微笑みがえし Opportunity Knocks (1990) 監督
- ラブリー・オールドメン Grumpy Old Men (1993) 監督
- ブラッド・ピットのヒミツのお願い The Favor (1994) 監督
- リッチー・リッチ Richie Rich (1994) 監督
- チャンス! The Associate (1996) 監督
- ブラボー火星人2000 My Favorite Martian (1999) 監督
- デンジャラス・ビューティー Miss Congeniality (2000) 監督
- 10日間で男を上手にフル方法 How to Lose a Guy in 10 Days (2003) 監督
- ムースポート Welcome to Mooseport (2004) 監督
- ラッキー・ガール Just My Luck (2006) 監督・製作
- マイ・ビッグ・ファット・ドリーム My Life in Ruins (2009) 監督
- ハッピーシェフ! 恋するライバル Little Italy (2019) 監督

### テレビシリーズ
- 世にも不思議なアメージング・ストーリー Amazing Stories
  - 第1シーズン第8話 「最後のマジック」 "Mr. Magic" (1985)